# Catedral de San Olaf de Bergen
La Catedral de San Olaf de Bergen (en noruego, Bergen domkirke), es una catedral de culto luterano bajo la consagración de San Olaf en la ciudad de Bergen, en la provincia de Hordaland, en Noruega. Es la sede de la Diócesis de Bjørgvin.
Su construcción data desde aproximadamente 1150. Es una iglesia de piedra esteatita que cuenta con una nave lateral y sacristía. Mide 60,5 m de largo y 20,5 m de ancho. La torre mide 13 m de ancho, y el coro 13,5. Existen restos de cimientos de dos iglesias más antiguas. La primera vez que se menciona es llamada Olavkirke i Vågsbunnen (Iglesia de San Olaf en la Bahía Vågen).
Durante el gobierno de Haakon IV se construyó un monasterio franciscano al sur de la iglesia, y ésta pasó a formar parte del mismo. En 1248 y 1270 la iglesia se incendió y cayó en desuso. Volvería a ser utilizada en 1301 cuando Magnus VI financió la reconstrucción del edificio. El propio Magnus fue sepultado en la iglesia.

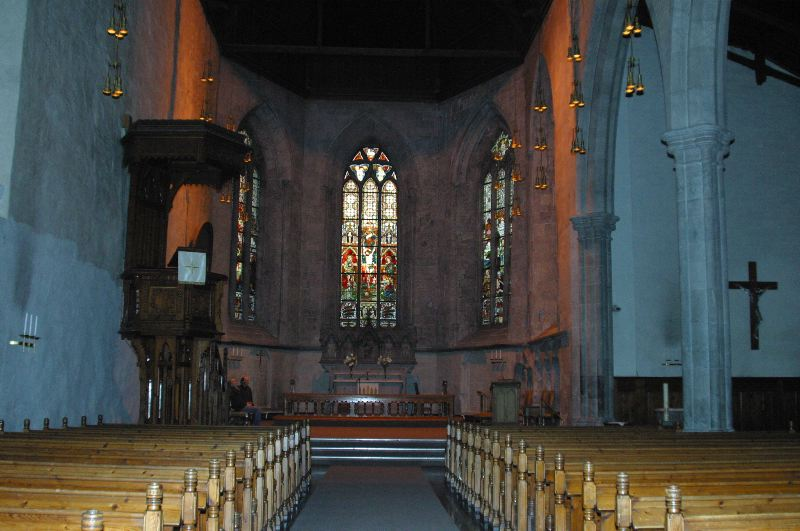
Interior de la catedral.

De nuevo se incendió entre 1463 y 1464 y se hallaba en estado ruinoso cuando fue designada nueva catedral de Bergen en 1537, después de que la antigua catedral había sido demolida en 1531. El obispo Gjeble Pederson se encargó de la reconstrucción de la nueva torre y de la reparación de los daños hasta su muerte en 1557. Esta torre se localizaba sobre el centro de la nave central, y sería reemplazada en la década de 1640 por una nueva situada en el extremo occidental de la iglesia, que persiste en la actualidad. Se realizó una nueva y profunda restauración después del incendio de la ciudad en 1702, y sería nuevamente utilizada para fines litúrgicos en 1743.
La reconstrucción más significativa es quizás la de 1880 a 1883 realizada por los arquitectos Christian Christie y Peter Blix: la nave lateral fue demolida y vuelta a construir desde los cimientos, con cuatro columnas góticas. Uno de los objetivos era dotar a la catedral de un aspecto que se asemejara más a sus orígenes medievales, y por lo tanto se reiró la decoración rococó del interior. También se la dotó de un nuevo altar de esteatita.
La catedral permanece como testimonio de la Batalla de Vågen entre buques ingleses y holandeses en 1665, y conserva el rastro de una bala de cañón.